# 윌리엄 스피크먼
윌리엄 스피크먼(William Speakman-Pitt, 1927년 9월 2일 ~ 2018년 6월 20일)은 영국의 군인이다.

## 군인 경력

### 한국 전쟁
블랙 와치 소속으로 스코틀랜드 근위 수비대(King's Own Scottish Borderers)에 배속되어 제2차 마량산 전투에서 마량산(315고지) 인근 217고지를 방어하던 중 진지가 함락되는 위기에서도 수류탄을 투척하며 중대원들이 철수할 수 있도록 중공군을 격퇴하였다. 이러한 전공이 높이 평가되어 1952년 빅토리아 십자훈장을 수여받았다.

## 상훈
- 빅토리아 십자훈장
- 태극무공훈장

## 기타
2015년 그가 받은 6·25 무공훈장·메달 10점을 대한민국 정부에 기증하였다.
2018년 2월 19일 재한유엔기념공원에 안장되었다.